# Julien Maitron
Julien Maitron (Dompierre-sur-Nièvre, 20 februari 1881 – Tourriers, 20 oktober 1972) was een professioneel Frans wielrenner van 1904 tot 1912.

## Palmares
- 6e etappe Ronde van Frankrijk 1910

## Resultaten in voornaamste wedstrijden
| Jaar | Ronde van Italië | Ronde van Frankrijk | Ronde van Spanje |
| ---- | ---------------- | ------------------- | ---------------- |
| 1904 |                  | 5e                  |                  |
| 1905 |                  | 9e                  |                  |
| 1907 |                  | opgave              |                  |
| 1908 |                  | opgave              |                  |
| 1909 |                  | 11e                 |                  |
| 1910 |                  | 9e (1)              |                  |
| 1911 |                  | 14e                 |                  |
| 1912 |                  | 27e                 |                  |

(*) tussen haakjes aantal individuele etappe-overwinningen